# Kouassi Kouassikro
Kouassi Kouassikro este o comună din departamentul Bocanda, regiunea N’zi, Coasta de Fildeș.